# AV-Receiver

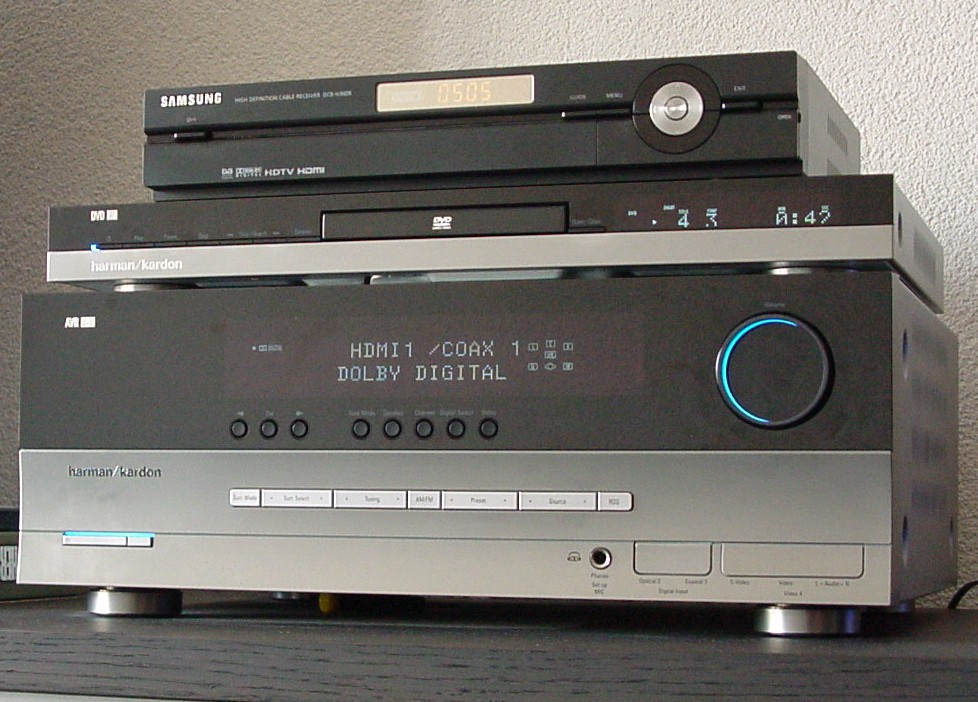
Eine Kombination aus einem AV-Receiver (unten), einem DVD-Spieler und einem Empfänger für digitales Fernsehen (Set-Top-Box)

AV-Receiver (auch A/V-Receiver) sind Mehrkanal-Hi-Fi-Verstärker mit integriertem Hörfunk-Tuner, die verschiedene Audio- und Videoquellen auf ihre analogen und digitalen Ausgänge schalten können. An die Video-Ausgänge, welche meist über HDMI-Buchsen realisiert werden, können Fernsehgeräte, Videoprojektoren und/oder Monitore angeschlossen werden. An die Audio-Ausgänge werden Lautsprecher oder auch zusätzliche Verstärkerendstufen angeschlossen. Die Eingänge eines AV-Receivers erlauben den Anschluss vieler verschiedener Audio- und Videogeräte. Praktisch alle aktuellen AV-Receiver verfügen zudem über Möglichkeiten zum Netzwerkanschluss des Geräts über LAN, WLAN, Bluetooth- und/oder USB-Anschluss. Dadurch können zusätzlich Multimediadateien aus dem heimischen Netzwerk oder dem Internet wiedergegeben oder andere Geräte angekoppelt werden.
AV-Receiver sind wegen ihrer Vielseitigkeit und der Fähigkeit, Raumklang umzusetzen, ein zentraler Baustein für Heimkino-Anlagen. Sie können Signale unterschiedlicher Raumklang- bzw. Mehrkanal-Tonsysteme verarbeiten, wie das ältere Dolby Surround, das bei DVDs eingesetzte Dolby Digital oder die bei der Blu-ray Disc möglichen Dolby Digital Plus, Dolby TrueHD, DTS und DTS-HD. Wegen der Vielzahl der technischen Möglichkeiten erfordern AV-Receiver weit mehr als andere Geräte der Unterhaltungselektronik bereits vor der Installation ein Studium der Bedienungsanleitung, auch die tiefere Nutzung der Möglichkeiten erfordert erhebliches Wissen und Zeitaufwand.

## Audio- und Video-Umschalter

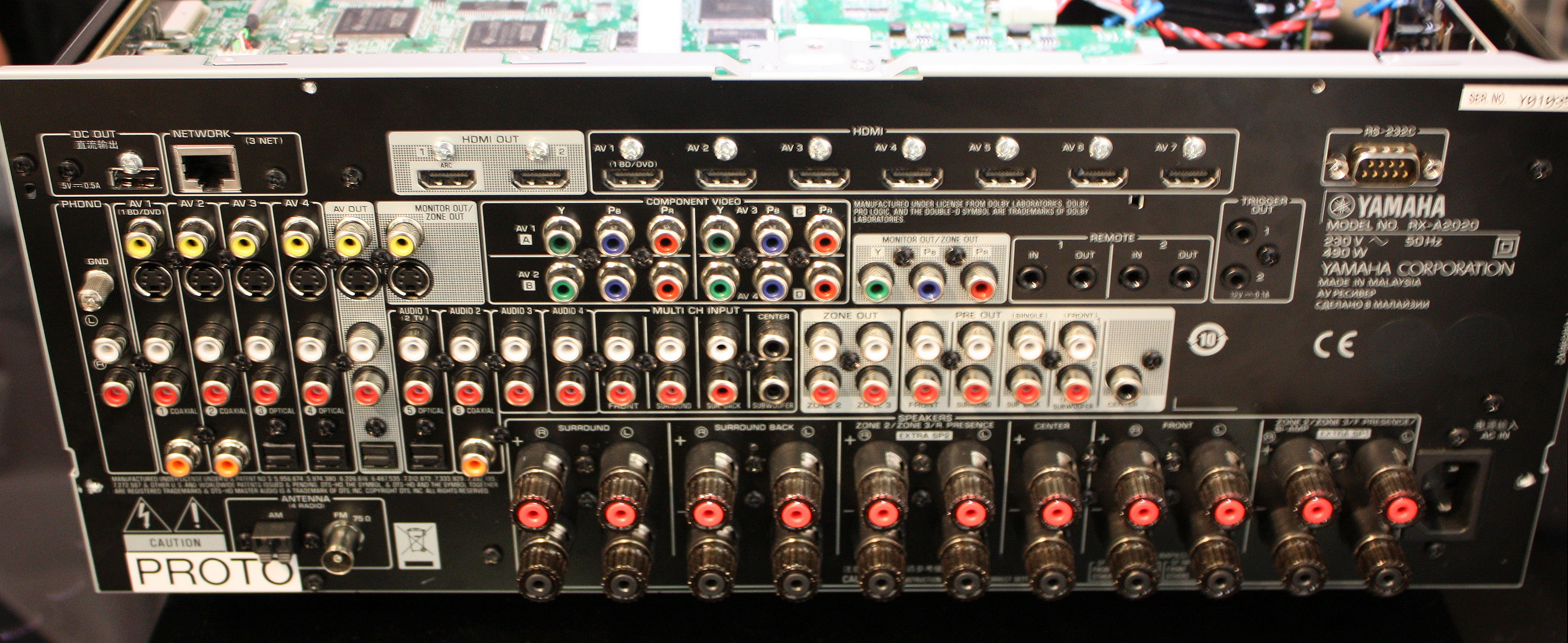
Die Rückseite eines AV-Receivers bietet eine große Fülle an Anschlussmöglichkeiten. Die oberste Reihe sind digitale HDMI-Anschlüsse, darunter sind verschiedene Cinch-Buchsen (gelb/grün/blau/rot) für Videosignale. Die mittlere Reihe (rot/weiß) sind Cinch-Buchsen für konventionelle analoge Audio-Signale und die unterste Reihe sind Anschlussklemmen (schwarz/rot) für bis zu 11 Lautsprecherboxen. In der erweiterten Detailansicht des Bilds sind die Anschlüsse markiert und beschrieben.

AV-Receiver dienen als Schaltzentrale im Heimkino und verbinden die unterschiedlichen Geräte so miteinander, dass sowohl für das Hören von Audioquellen (z. B. Radio, CD, Plattenspieler oder tragbare Audiogeräte) als auch für das Anschauen von Videoquellen (z. B. von TV-Tunern, Videorekordern oder Blu-ray-Disc-Spielern) keine verschiedenen Verstärker und Lautsprechersätze benötigt werden – sondern alle Geräte über den einen AV-Receiver mit an diesen angeschlossenen Lautsprechern wiedergegeben werden. So kann zum Beispiel ein in die Heimkinoanlage integrierter Videoprojektor mit dem AV-Receiver verbunden sein und wahlweise das Bild verschiedener Eingabegeräte (z. B. VHS- oder DVD-Rekorder, Blu-ray-Disc-Spieler, Spielekonsole) anzeigen, während die angeschlossenen Lautsprecher den dazugehörigen Ton wiedergeben. Bei einem AV-Receiver mit zwei oder mehr Video-Ausgängen (meist HDMI) kann zudem ohne Umstecken zwischen der Video-Ausgabe auf dem Fernseher oder dem Beamer gewechselt werden. Eine HDMI-ARC-Buchse, an der ein Fernsehgerät (Bildschirm mit TV-Receiver) angeschlossen ist, wird im Fernsehbetrieb zudem zum Eingang für das Tonsignal des Fernsehers.
Für die Umsetzung der vielfältigen Aufgaben verfügen AV-Receiver über unterschiedliche Schnittstellen (wie z. B. HDMI, Component Video, S-Video, Composite Video, AUX, USB, LAN, WLAN, Bluetooth) und die Unterstützung unterschiedlicher Formate (wie z. B. MP3, FLAC, DSD). Viele Modelle verfügen neben den Audio-Decodern auch über Bildprozessoren, mit denen die Videoeingangssignale aufbereitet und für hochauflösende Ausgabegeräte (wie z. B. 3D, HD, Full HD, 4k, High Dynamic Range Video wie Dolby Vision und HDR10+) bereitgestellt und wahlweise auch hochgerechnet werden können (sog. Upsampling). Je zahlreicher die angebotenen Anschlüsse und unterstützten Formate, umso vielseitiger kann der AV-Receiver eingesetzt werden. Der Trend von möglichst vielen Kabelanschlüssen (digital/analog) verlagert sich allerdings zunehmend zu möglichst vielfältigen Funk-Verbindungen sowie der Integration von Funktionen in den AV-Receiver, welche vorher durch externe Geräte bereitgestellt wurden. Dies wird auch durch die wachsende Zahl von Funktionen in Smart-TV-Geräten wie zum Beispiel die Integration von Apps für Video-Streaming, Internetradio oder Newsportalen bedingt. Für den Nutzer ist wichtig zu entscheiden, welche Funktionen und Medieninhalte er durch welches Gerät (wie z. B. Smart-TV, Smartphone, Tabletcomputer oder AV-Receiver) bereitstellen will und in welcher Form er die Inhalte ausgeben will.

## Steuerung
Zur Steuerung von den durch den AV-Receiver bereitgestellten Funktionen kann zwischen verschiedenen Optionen gewählt werden. Klassischerweise erfolgt dies über Tasten am Gerät bzw. die Fernbedienung in Kombination mit dem Display am Gerät oder mit dem Bildschirmmenü. Es sind aber auch AV-Receiver mit Sprachsteuerung und der Unterstützung von Steuer-Apps auf mobilen Geräte (Smartphone oder Tabletcomputer) verfügbar. Einige AV-Receiver lassen sich auch über einen Smart-TV steuern, falls dieser mit einem HDMI-Anschluss verbunden ist. Damit kann die Lautstärke über die Fernbedienung des Fernsehers gesteuert werden, und beim Ausschalten des Fernsehers wird auch der Receiver in den Standby-Modus geschaltet.

### Steuerung über Apps
Verschiedene Hifi-Anbieter bieten für ihre AV-Receiver kostenlose Apps an, welche die Fernsteuerung der netzwerkfähigen Geräte des jeweiligen Herstellers ermöglichen. Alles, was der Nutzer neben einem App-fähigen Receiver benötigt, ist die passende App auf einem Gerät mit Android- oder iOS-Betriebssystem. Die meisten der herstellergebundenen Apps werden kostenfrei angeboten.

### Sprachsteuerung
Manche der aktuellen AV-Receiver verfügen auch über eine Kompatibilität zu Sprachassistenten. Zu der Integration einer Sprachsteuerung im Bereich der AV-Receiver gibt es theoretisch zwei Möglichkeiten: Zum einen kann ein externes Gerät mit integriertem Sprachassistenten verwendet werden. Dafür stellt der Alexa Voice Service, der auf den Lautsprechern Amazon Echo und den Echo Dot läuft, ein sehr bekanntes Sprachsystem dar. Zum anderen verfügt ein AV-Receiver über eine solche Software. Bisher sind auf dem deutschen Markt keine AV-Receiver verfügbar, die von Haus aus einen integrierten Sprachassistenten enthalten, sondern sie enthalten Software wie zum Beispiel HEOS von Denon und Marantz oder MusicCast von Yamaha, welche mit bestimmter Zusatzsoftware (von Amazon als Skill bezeichnet) auf dem externen Gerät mit integriertem Sprachassistent über WLAN kommunizieren kann.

## Aufbau des Verstärkerteils
Ein AV-Receiver ist meistens als Vollverstärker ausgelegt, verfügt also sowohl über Vorverstärker für jeden Audio-Ausgangskanal, als auch die entsprechende Endstufe. Mehrkanal-Tonsysteme ermöglichen, in Abhängigkeit von Anzahl und Beschaltung der Kanäle, ein realistisches räumliches Klangerlebnis. AV-Receiver verfügen über Mehrkanalverstärker zum Anschluss von mindestens fünf Lautsprechern mit Hoch- und Mitteltönern sowie einer Bassbox (5.1-Setup). Aktuelle Modelle verfügen über maximal 13 Endstufen. Allerdings werden 13 Endstufen in der Praxis bei Heimkinos bisher selten benötigt. 11 Endstufen hingegen sind beispielsweise für ein 7.1.4-Setup notwendig, wobei die letzte Ziffer die Zahl der Deckenlautsprecher angibt.
Während die meisten Satellitenlautsprecher direkt an die Endstufen des AV-Receivers angeschlossen werden, erfolgt die Versorgung aktiver Subwoofer (mit eingebauter Endstufe) über eigene Vorverstärkerausgänge, die gesondert für diesen Zweck vorhanden sind. Passive Subwoofer werden in der Regel über die Lautsprecheranschlüsse der Endstufe versorgt. Für den Anschluss der Lautsprecher sind in der Regel Drahtklemmen, zur Aufnahme von Kabel mit einem Kabelquerschnitt von 2,5 bis 4 Quadratmillimeter, vorhanden. Bei Receivern mit Buchsen für Bananenstecker lassen sich die Boxen anstöpseln.
Bei sogenannten Multiroom-Lösungen werden Lautsprecher kabellos, meist über WLAN, mit dem AV-Receiver verbunden. So ist es möglich das ausgegebene Audiosignal im gesamten Wohnraum zu verteilen.

### Audio-Decoder
AV-Receiver sind in der Lage, je nach verbautem Decoder, verschiedene Surroundsound-Tonformate in Raumklang umzusetzen. Bei Filmen wird das enthaltene Audiomaterial in unterschiedlichen Tonformaten gespeichert. Im Bereich des Heimkinos sind aktuell Dolby, DTS und Auro-3D am häufigsten anzutreffen. Die Namen der Tonformate stehen meist auch für das Unternehmen, das dahinter steht. Je nach Historie des Formates wurden verschiedene Varianten entwickelt bzw. vermarktet.
Durch einen integrierten Dolby-Decoder zum Beispiel kann ein matrix-kodierter Stereoton in ein 5.1-Signal verwandelt werden (Dolby Pro Logic II und IIx). Oft werden bei Videosignalen statt eines reinen Stereotons solche kodierten Raumklänge transportiert, die dann, trotz der Wiedergabe eines Videos mit nur zwei Tonkanälen, durch einen entsprechenden Decoder in Toninformationen an allen sechs Tonausgängen verwandeln lassen. Heutige Modelle können durchgehend auch verschiedene Varianten digitaler Tonformate decodieren, welche über eine Cinch-Kabelverbindung (S/PDIF) oder einen Lichtwellenleiter (TOSLINK) zugespielt werden können.
Blu-ray Discs, Audio-DVDs und SACDs beinhalten zudem oftmals besonders hochwertige digitale Tonformate (z. B. DTS HD Master Audio, Dolby TrueHD, DSD), die dem AV-Receiver über seine HDMI-Eingänge zugespielt werden müssen, denn nur HDMI-Schnittstellen und Glasfaserkabel können die dafür erforderlichen hohen Datenraten vom Abspielgerät zum AV-Receiver übertragen.

### Einrichtung
Nur wenn ein AV-Receiver optimal eingestellt ist, kann er die bestmögliche Klangqualität auf allen angeschlossenen Lautsprechern bei einer gegebenen Raumakustik erzielen. Dafür müssen Front-, Center-, Effekt- und Basslautsprecher perfekt aufeinander und auf den Raum abgestimmt werden. Da dies ein komplexes Unterfangen ist, kann der Nutzer bei vielen AV-Receivern auf automatische Einmessfunktionen zurückgreifen. Die digitale Raumkorrektur misst den Respons des Hörraums und versucht z. B. Resonanzen, polternde Bässe oder zischende Höhen zu korrigieren. Derzeit gibt es vier weit verbreitete Einmesssysteme am deutschen Markt: Audyssey, YPAO, MCACC und AccuEQ. Davon wird nur Audyssey von einem unabhängigen Anbieter entwickelt und aktualisiert. Die Übrigen der genannten sind Hersteller-spezifische Entwicklungen.

## Radio-Tuner
Dass auch ein Radioempfänger im Gerät vorhanden ist, hat hauptsächlich den Grund, dass ein solcher die Produktionskosten eines Audioverstärkers nur unwesentlich erhöht, wohingegen ein separater UKW-Tuner als HiFi-Baustein mit eigenem Gehäuse zusätzlichen Platz und Investitionskosten erfordert. In Deutschland müssen ab dem 21. Dezember 2020 DAB+-Tuner verpflichtend integriert sein, dies gilt für alle Radiogeräte mit Display.
Neben den integrierten, antennengebunden Radioempfangseinheiten (analog und/oder digital) verfügen viele AV-Receiver auch über ein integriertes Internetradio und/oder den Zugang zu Musik-Streaming-Diensten.

## Unterschiede zwischen gängigen Modellen
Verschiedene AV-Receiver-Modelle unterscheiden sich im Audio- und Videobereich sowie hinsichtlich ihrer Funktionalität unter anderem in den nachfolgend gelisteten Kriterien.

### Audiobereich
- Unterstützte Audioformate (MP3, WMA, AAC, FLAC, ALAC, WAV, AIFF, DSD64, DSD128)
- Unterstützte Audiodecoder (DTS Neural:X, Dolby Atmos, DTS-HD Master Audio, DTS Neo:X, Dolby TrueHD, Dolby Digital Plus, Dolby Pro Logic IIz, Dolby Surround, Auro-3D 9.1 und 10.1)
- Anzahl und Vielfalt der Ein- und Ausgänge für Video- und Audioquellen (besonders Anzahl der HDMI-Eingänge und Ausgänge, Component Video, S-Video, Composite Video, analoge Stereo-Cinch-Anschlüsse, Koax (S/PDIF über Cinch), TOSLINK)
- Fähigkeiten zur Audioverbesserung (Audyssey Dynamic Volume, Audyssey Dynamic EQ)
- Leistung der Endstufen (Nennleistung pro Kanal)
- Gesamtzahl der Lautsprecherkanäle, bzw. genauer Anzahl von Lautsprecher- und Subwoofer-Kanälen (z.B 5.1, 7.1, 9.1)
- Automatische Einmessung der Gesamtanlage mittels Messmikrofon statt manueller Angabe der Lautsprecherabstände zur Hörposition (Audyssey MultEQ, YPAO, MCACC, AccuEQ)

### Videobereich
- Unterstützte Videoformate: SD, HD, Full HD, 4k, 8k, Dolby Vision, HDR10+
- Fähigkeiten zur Bildaufbereitung und -verbesserung (z. B. Deinterlacer),
- Fähigkeiten zur Bildskalierung (Video Scaler, Upscaling)

### Funktionalität
- Anzahl und Vielfalt der Verbindungen zu anderen Geräten oder dem Heimnetzwerk (WLAN, LAN, Bluetooth, USB)
- Anschlussmöglichkeit von Speichermedien (z. B. Festplatten, USB-Sticks, Speicherkarten)
- Netzwerkfähigkeit und Internet-Fähigkeit (DLNA, Multiroom)
- Unterstützung von verschiedenen Streaming-Diensten
- Kompatibilität zu Sprachassistenten (Amazon Alexa, Apple Siri, Google Assistant, Microsoft Cortana und Samsung Bixby)
- Umweltschutz-Eigenschaften (Eco-Betrieb, Stromverbrauch und Recycelbarkeit).

## Marken
Zu den bekannten Vertretern gängiger Marken von AV-Receivern auf dem deutschen Markt gehören:
- Arcam
- Denon
- Harman
- Marantz
- NAD
- Onkyo
- Pioneer
- Pyle
- Rotel
- Teufel
- Sony
- Yamaha